# Ozyptila balcanica
Ozyptila balcanica es una especie de araña cangrejo del género Ozyptila, familia Thomisidae.

## Distribución
Esta especie se encuentra en Albania, Macedonia del Norte, Bulgaria y Grecia.